# NGC 3

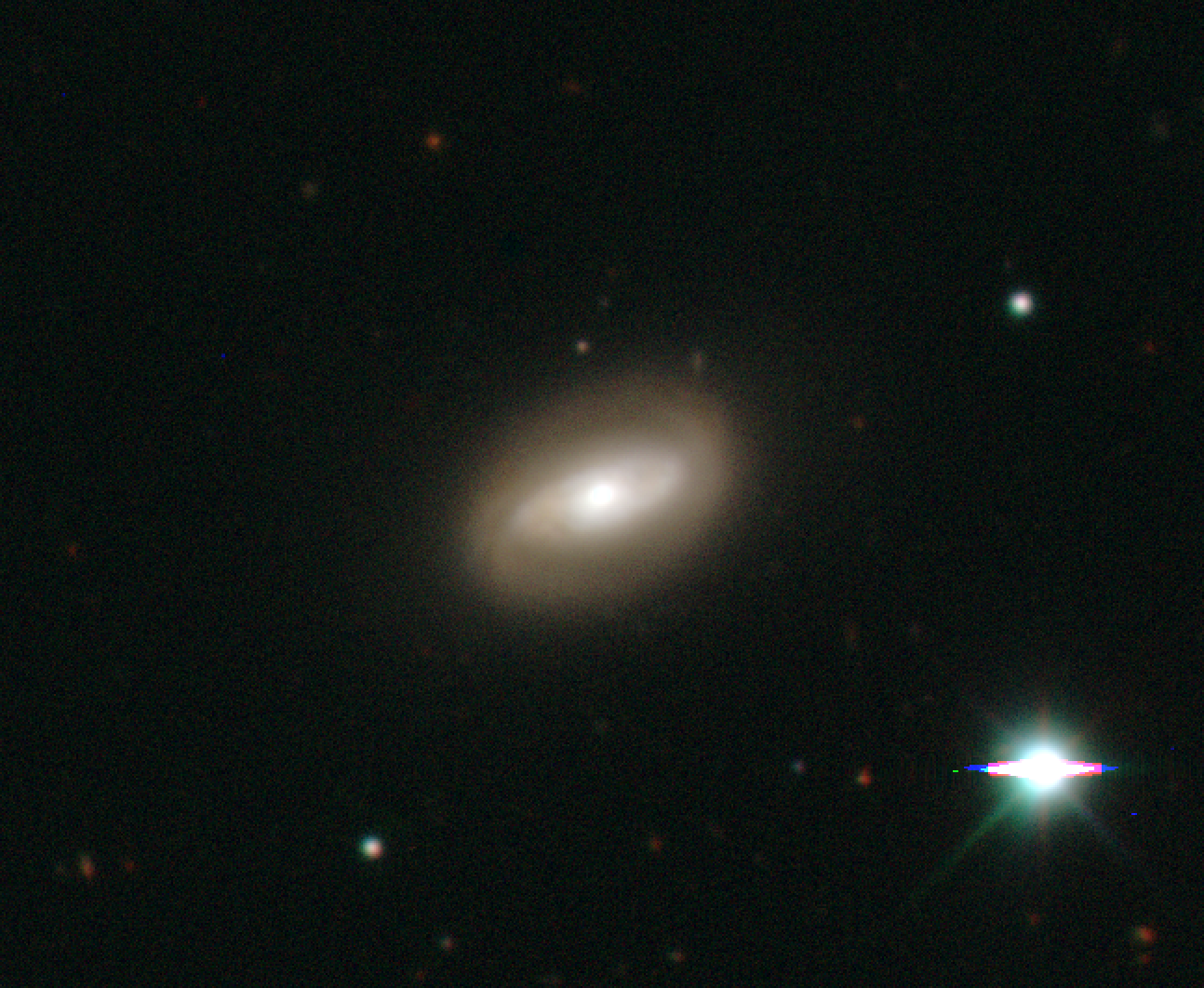
Image de NGC 3 réalisée par un usager en utilisant les données de NOIRLab DECam.

NGC 3 est une galaxie lenticulaire de magnitude 13,3. Elle est située dans la constellation des Poissons à une distance d'environ 53,1 ± 3,8 Mpc (∼173 millions d'al). NGC 3 a été découverte par l'astronome allemand Albert Marth en 1864.

## Histoire de la découverte
NGC 3 a été découverte par Albert Marth en 1864. Il a utilisé le télescope à réflecteur de 48 pouces (121,9 cm) de William Lassell qui se trouvait sur l'île de Malte.
En 1888 John Dreyer l'incorpore dans le NGC avec le nom de NGC 3, la décrivant comme une galaxie petite et de faible luminosité, et de forme sphérique, quasi circulaire.

## Caractéristiques
NGC 3 présente une large raie HI.

### Distance
Sa vitesse par rapport au fond diffus cosmologique est de 3 600 ± 30 km/s, ce qui correspond à une distance de Hubble de 53,1 ± 3,7 Mpc (∼173 millions d'al).

### Classification
Toutes les souces consultées classent NGC 3 comme une galaxie lenticulaire (S0), même si on devine la présence d'au moins un bras spiral sur l'image réalisée dans le cadre de l'étude SDSS et même de deux sur l'image de NOIRLab DECam. De plus, selon une étude photométrique récente (2019), il s'agit d'une galaxie lenticulaire.

### Observation
NGC 3 est une galaxie spirale de magnitude apparente visuelle de 13,4 et de taille angulaire (1,1′ × 0,6′). En raison de ces caractéristiques, elle n'est pas à la portée des petits télescopes.

## Groupe WBL 003
En se basant sur un catalogue de 732 groupes de galaxies rapprochées et pauvres en membres publié en mai 1999 par Richard A. White, Mark Bliton, Suketu P. Bhavsar, Patricia Bornmann, Jack O. Burns, Michael J. Ledlow et Christen Loken, la base de données NASA/IPAC (NED) indique que NGC 3 fait partie du groupe WBL 003,. Selon ce catalogue, ce groupe comprend trois galaxies, mais malheureusement elles ne sont pas identifiées. La désignation employée pour les groupes de ce catalogue est WBL xyz-ab, où xyz est le numéro du groupe et ab le numéro de la galaxie dépasse rarement 10. L'identification de la galaxie peut être réalisée la plupart du temps en entrant la désigantion WBL xyz-ab sur la base de données NED. Le tableau ci-dessous résume les propriétés de ces trois galaxies.
| Nom                  | Classification | Type         | α (J2000.0)      | δ (J2000.0)     | Vitesse radiale (km/s) | Magnitude apparente | Distance (Mpc) | Dimensions (kal) |
| -------------------- | -------------- | ------------ | ---------------- | --------------- | ---------------------- | ------------------- | -------------- | ---------------- |
| WBL 003 001 NGC 7834 | Scd:           | Spirale      | 00h 06m 37.8652s | 08° 22′ 04.142″ | 5231 ± 1               | 14,3                | 71,8 ± 5,0     | 101              |
| WBL 003 002 ARP 246  | ?              | ?            | 00h 06m 32.7000s | 08° 21′ 04.000″ | ?                      | ?                   | ?              | ?                |
| WBL 003 003 NGC 3    | S0?            | Lenticulaire | 00h 07m 16.7832s | 08° 18′ 05.976″ | 3961 ± 17              | 13,3                | 53,1 ± 3,8     | 74               |

Au vu de ce tableau, il est difficile d'affirmer que ces trois galaxies forment un groupe réel de galaxie, même si elle sont situées dans la même région de la sphère céleste
Au sujet de WBL 003 002 (ARP 246) Halton Arp écrit qu'elle est peut-être non reliée aux autes galaxies.